# ФК Спортинг Канзас Сити
Спортинг Канзас Сити (енгл. Sporting Kansas City) је амерички фудбалски клуб из Канзаса, Мисури. Наступа у Западној конференцији МЛС лиге. 